# Płat limbiczny

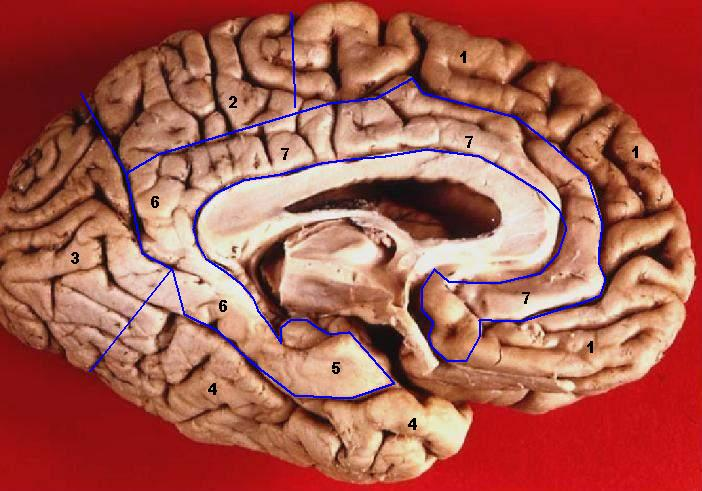
Płat limbiczny oznaczony numerem 6

Płat limbiczny (łac. lobus limbicus) – część kresomózgowia, często uważana za osobny płat kresomózgowia. Leży na powierzchni przyśrodkowej i dolnej półkul mózgowych. Otacza ciało modzelowate. Koniec przednio-dolny leży pod dziobem ciała modzelowatego. Koniec tylno-dolny leży w płacie skroniowym. Płat limbiczny wchodzi w skład układu limbicznego. W opisie płata limbicznego dzieli się go na część zewnętrzną i wewnętrzną.

## Część zewnętrzna
Część zewnętrzna zwana jest też obwodową. W jej skład wchodzą:
- zakręt obręczy,
- zakręt przyhipokampowy (hipokampa),
- pole podspoidłowe.

Zakręt obręczy biegnie od dzioba ciała modzelowatego, jako przedłużenie pola podspoidłowego. Zewnątrz ogranicza go bruzda obręczy oraz bruzda podciemieniowa. Od strony wewnętrznej jego granicę wyznacza bruzda ciała modzelowatego. Zakręt kończy się cieśnią, wywołaną przez bruzdę ostrogową.
Zakręt przyhipokampowy jest ograniczony od zewnątrz przez bruzdę poboczną oraz od wewnątrz przez bruzdę hipokampa. Przednia część tego zakrętu wytwarza hak (uncus), który jest zagięty ku tyłowi. Tylna część zakrętu hipokampa przechodzi w zakręt potyliczno-skroniowy przyśrodkowy (gyrus occipitotemporalis medialis), zwany też zakrętem języczkowym (gyrus lingualis).
Pole podspoidłowe leży pod dziobem ciała modzelowatego. Z tyłu graniczy z zakrętem przykrańcowym (gyrus paraterminalis), z przodu przechodzi w zakręt obręczy. Czasami jest zaliczane do węchomózgowia.

## Część wewnętrzna
Zwana jest również częścią dośrodkową. W jej skład wchodzą następujące struktury:
- nawleczka szara,
- zakręt tasiemeczkowy,
- zakręt zębaty,
- hipokamp.

Nawleczka szara pokrywa górną powierzchnię ciała modzelowatego, tworząc równoległe pasma – prążki podłużne przyśrodkowe i boczne, biegnące wzdłuż ciała modzelowatego.
Zakręt tasiemeczkowy jest położony pomiędzy nawleczką szarą i zakrętem zębatym. Zakręt ten wciska się pomiędzy strzępki hipokampa i zakręt zębaty.
Zakręt zębaty ma poprzeczne wcięcia. Przyśrodkowo graniczy ze strzępkiem hipokampa, a od strony bocznej jest oddzielony od hipokampa bruzdą hipokampa. Zakręt łączy się z tyłu z zakrętem tasiemeczkowym, a z przodu kieruje się w stronę haka, tworząc na nim rąbek haka.
Hipokamp jest to wyniosłość w ścianie rogu dolnego komory bocznej wywołana przez wpuklenie się w nią zakrętu hipokampa. Początkowy szeroki odcinek jest nazywany stopą hipokampa. Powierzchnia hipokampa zwrócona do komory bocznej jest pokryta blaszką istoty białej, która tworzy koryto. Z koryta wychodzą włókna nerwowe nazywane strzępkiem hipokampa, które dają początek sklepieniu.